# Tour de Romandie 2009
La 63e édition du Tour de Romandie a eu lieu du 28 avril au 3 mai 2009. Elle a été remportée par le Tchèque Roman Kreuziger, deuxième l'édition précédente, devant le Russe Vladimir Karpets et l'Estonien Rein Taaramäe. Il s'agit de la douzième épreuve du Calendrier mondial UCI 2009.

## Parcours et résultats
| Étape     | Date     | Villes étapes                         | Distance     | Vainqueur d’étape  | Leader du classement général |
| --------- | -------- | ------------------------------------- | ------------ | ------------------ | ---------------------------- |
| Prologue  | 28 avril | Lausanne – Lausanne                   | 3,1 (clm)    | František Raboň    | František Raboň              |
| 1re étape | 29 avril | Montreux – Fribourg                   | 176,2        | Ricardo Serrano    | Grégory Rast                 |
| 2e étape  | 30 avril | La Chaux-de-Fonds – La Chaux-de-Fonds | 161,5        | Óscar Freire       | Grégory Rast                 |
| 3e étape  | 1er mai  | Yverdon-les-Bains – Yverdon-les-Bains | 14,8 (clm/é) | Columbia-High Road | František Raboň              |
| 4e étape  | 2 mai    | Estavayer-le-Lac – Sainte-Croix       | 157,5        | Roman Kreuziger    | Roman Kreuziger              |
| 5e étape  | 3 mai    | Aubonne – Genève                      | 150,5        | Óscar Freire       | Roman Kreuziger              |

## Classement général final
| #   | Coureur             | Équipe             |    | Temps            |
| 1.  | Roman Kreuziger     | Liquigas           | en | 14 h 20 min 14 s |
| 2.  | Vladimir Karpets    | Katusha            | +  | 18 s             |
| 3.  | Rein Taaramäe       | Cofidis            |    | 25 s             |
| 4.  | Alejandro Valverde  | Caisse d'Épargne   |    | 46 s             |
| 5.  | Rigoberto Urán      | Caisse d'Épargne   |    | 48 s             |
| 6.  | Lars Ytting Bak     | Saxo Bank          |    | 1 min 01 s       |
| 7.  | Cadel Evans         | Silence-Lotto      |    | 1 min 07 s       |
| 8.  | Tony Martin         | Columbia-High Road |    | 1 min 08 s       |
| 9.  | Fredrik Kessiakoff  | Fuji-Servetto      |    | 1 min 16 s       |
| 10. | Kanstantsin Siutsou | Columbia-High Road |    | 1 min 21 s       |

## Étapes

### Prologue
Le prologue s'est déroulé le 28 avril 2009 dans les rues de Lausanne. Le Tchèque František Raboň s'est imposé devant Sandy Casar et Alejandro Valverde.
| #   | Coureur            | Équipe                |    | Temps      |
| 1.  | František Raboň    | Columbia-High Road    | en | 3 min 45 s |
| 2.  | Sandy Casar        | La Française des jeux | +  | 2 s        |
| 3.  | Alejandro Valverde | Caisse d'Épargne      |    | 3 s        |
| 4.  | Tyler Farrar       | Garmin-Slipstream     |    | 4 s        |
| 5.  | Roman Kreuziger    | Liquigas              |    | m.t.       |
| 6.  | Maxim Iglinskiy    | Astana                |    | m.t.       |
| 7.  | Jussi Veikkanen    | La Française des jeux |    | m.t.       |
| 8.  | Jérôme Coppel      | La Française des jeux |    | 5 s        |
| 9.  | Manuel Quinziato   | Liquigas              |    | m.t.       |
| 10. | Óscar Freire       | Rabobank              |    | m.t.       |

| #   | Coureur            | Équipe                |    | Temps      |
| 1.  | František Raboň    | Columbia-High Road    | en | 3 min 45 s |
| 2.  | Sandy Casar        | La Française des jeux | +  | 2 s        |
| 3.  | Alejandro Valverde | Caisse d'Épargne      |    | 3 s        |
| 4.  | Tyler Farrar       | Garmin-Slipstream     |    | 4 s        |
| 5.  | Roman Kreuziger    | Liquigas              |    | m.t.       |
| 6.  | Maxim Iglinskiy    | Astana                |    | m.t.       |
| 7.  | Jussi Veikkanen    | La Française des jeux |    | m.t.       |
| 8.  | Jérôme Coppel      | La Française des jeux |    | 5 s        |
| 9.  | Manuel Quinziato   | Liquigas              |    | m.t.       |
| 10. | Óscar Freire       | Rabobank              |    | m.t.       |

### 1reétape

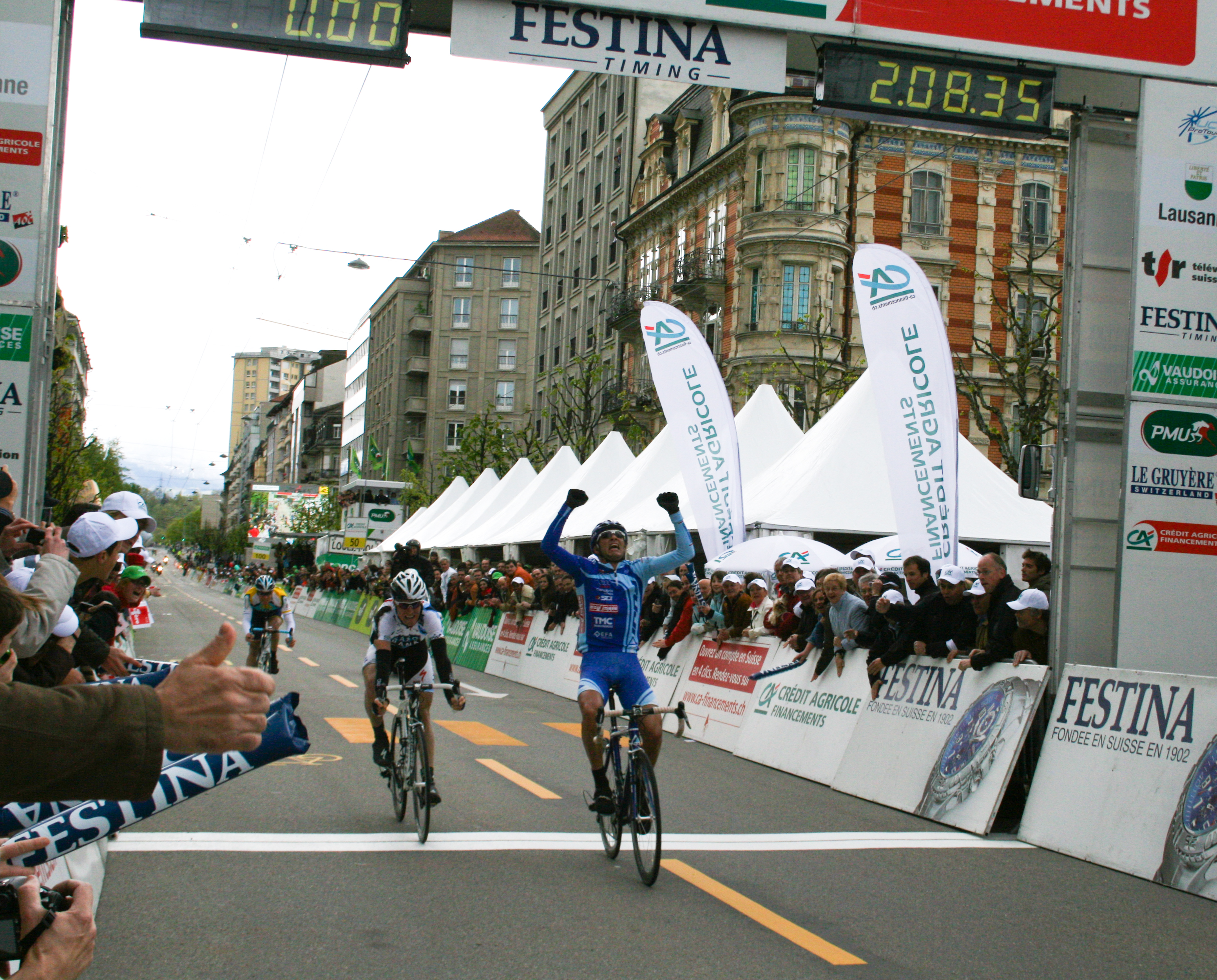
Sprint remporté par Ricardo Serrano devant Lars Ytting Bak et Grégory Rast, à Fribourg.

La première étape s'est déroulée le 29 avril 2009 entre Montreux et Fribourg. Initialement de 176,2 km, l'étape a été raccourcie à 87,6 km en raison des chutes de neige au col du Jaun et des intempéries prévues durant la journée. La victoire est revenue à l'Espagnol Ricardo Serrano (Fuji-Servetto).
| #   | Coureur                | Équipe             |    | Temps           |
| 1.  | Ricardo Serrano        | Fuji-Servetto      | en | 2 h 08 min 35 s |
| 2.  | Lars Ytting Bak        | Saxo Bank          | +  | 0 s             |
| 3.  | Grégory Rast           | Astana             |    | m.t.            |
| 4.  | Tony Martin            | Columbia-High Road |    | 28 s            |
| 5.  | Haimar Zubeldia Agirre | Astana             |    | m.t.            |
| 6.  | Koldo Fernández        | Euskaltel-Euskadi  |    | 31 s            |
| 7.  | Jacopo Guarnieri       | Liquigas           |    | m.t.            |
| 8.  | Tyler Farrar           | Garmin-Slipstream  |    | m.t.            |
| 9.  | Markus Zberg           | BMC Racing         |    | m.t.            |
| 10. | Michael Schär          | Astana             |    | m.t.            |

| #   | Coureur            | Équipe                |    | Temps           |
| 1.  | Grégory Rast       | Astana                | en | 2 h 12 min 17 s |
| 2.  | Ricardo Serrano    | Fuji-Servetto         | +  | 5 s             |
| 3.  | Lars Ytting Bak    | Saxo Bank             |    | 12 s            |
| 4.  | František Raboň    | Columbia-High Road    |    | 33 s            |
| 5.  | Sandy Casar        | La Française des jeux |    | 35 s            |
| 6.  | Tony Martin        | Columbia-High Road    |    | m.t.            |
| 7.  | Alejandro Valverde | Caisse d'Épargne      |    | 36 s            |
| 8.  | Tyler Farrar       | Garmin-Slipstream     |    | 37 s            |
| 9.  | Roman Kreuziger    | Liquigas              |    | m.t.            |
| 10. | Maxim Iglinskiy    | Astana                |    | m.t.            |

### 2eétape
La deuxième étape s'est déroulée le 30 avril 2009 autour de La Chaux-de-Fonds. L'Espagnol Óscar Freire s'est imposé au sprint.
| #   | Coureur         | Équipe            |    | Temps           |
| 1.  | Óscar Freire    | Rabobank          | en | 4 h 06 min 56 s |
| 2.  | František Raboň | Team Columbia     | +  | 0 s             |
| 3.  | Assan Bazayev   | Astana            |    | m.t.            |
| 4.  | Roman Kreuziger | Liquigas          |    | m.t.            |
| 5.  | Daniel Martin   | Garmin-Slipstream |    | m.t.            |
| 6.  | Matteo Bono     | Lampre-NGC        |    | m.t.            |
| 7.  | Alexandre Moos  | BMC Racing        |    | m.t.            |
| 8.  | Lars Ytting Bak | Saxo Bank         |    | m.t.            |
| 9.  | Tadej Valjavec  | AG2R La Mondiale  |    | m.t.            |
| 10. | Evgueni Petrov  | Katusha           |    | m.t.            |

| #   | Coureur            | Équipe                |    | Temps           |
| 1.  | Grégory Rast       | Astana                | en | 6 h 19 min 13 s |
| 2.  | Ricardo Serrano    | Fuji-Servetto         | +  | 5 s             |
| 3.  | Lars Ytting Bak    | Saxo Bank             |    | 12 s            |
| 4.  | František Raboň    | Columbia-High Road    |    | 27 s            |
| 5.  | Óscar Freire       | Rabobank              |    | 28 s            |
| 6.  | Sandy Casar        | La Française des jeux |    | 34 s            |
| 7.  | Tony Martin        | Columbia-High Road    |    | 35 s            |
| 8.  | Alejandro Valverde | Caisse d'Épargne      |    | 36 s            |
| 9.  | Roman Kreuziger    | Liquigas              |    | 37 s            |
| 10. | Maxim Iglinskiy    | Astana                |    | m.t.            |

### 3eétape

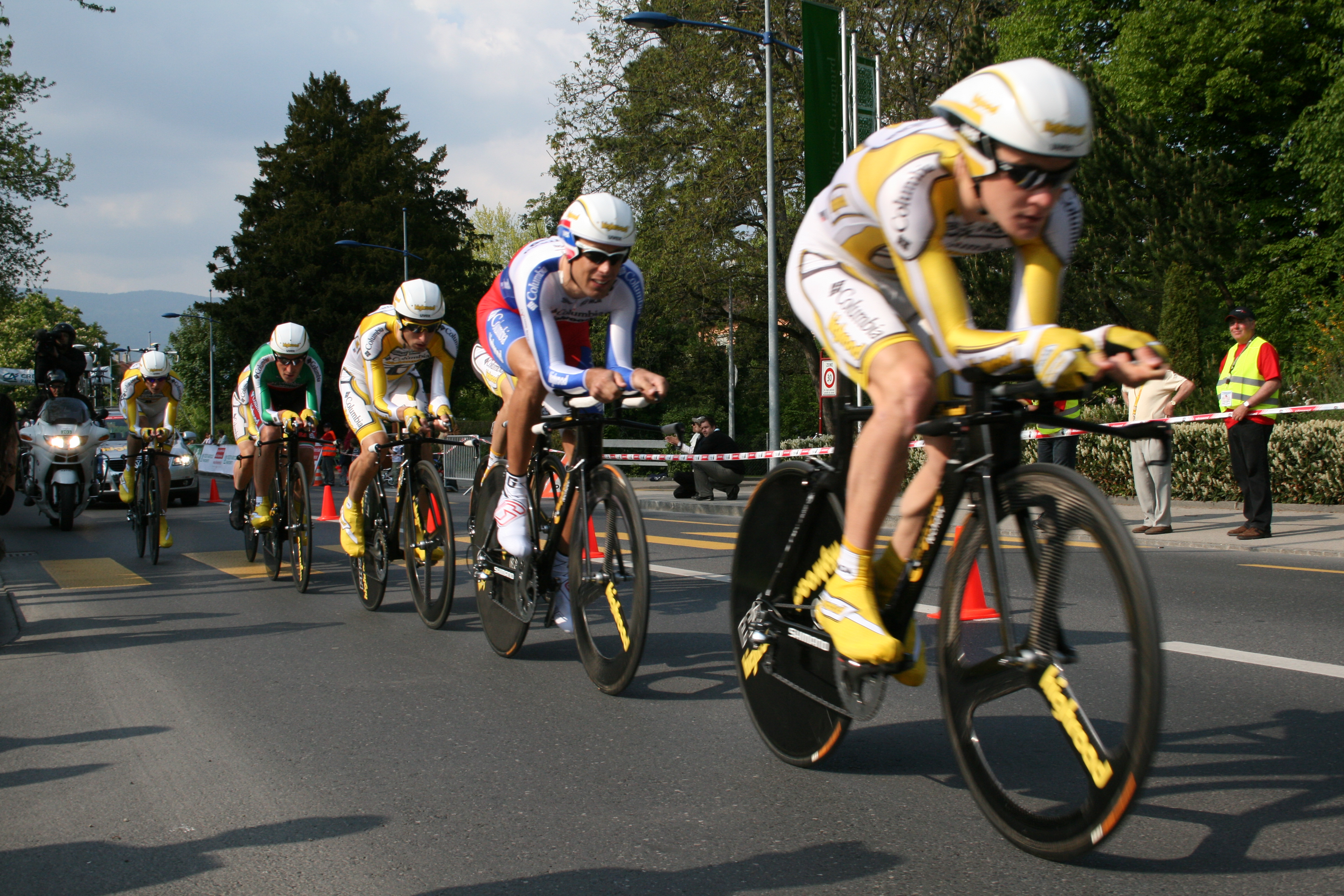
L'équipe Columbia lors de sa victoire d'étape.

La troisième étape s'est déroulée le 1er mai 2009 autour d'Yverdon-les-Bains lors d'un contre-la-montre par équipes.
| #   | Équipe                |    | Temps       |
| 1.  | Columbia-High Road    | en | 18 min 37 s |
| 2.  | Caisse d'Épargne      | +  | 10 s        |
| 3.  | Saxo Bank             |    | 16 s        |
| 4.  | Liquigas              |    | 24 s        |
| 5.  | Silence-Lotto         |    | 25 s        |
| 6.  | Cervélo Test Team     |    | m.t.        |
| 7.  | Katusha               |    | m.t.        |
| 8.  | Astana                |    | 34 s        |
| 9.  | La Française des jeux |    | 38 s        |
| 10. | Rabobank              |    | 39 s        |

| #   | Coureur             | Équipe             |    | Temps           |
| 1.  | František Raboň     | Columbia-High Road | en | 6 h 38 min 17 s |
| 2.  | Lars Ytting Bak     | Saxo Bank          | +  | 1 s             |
| 3.  | Tony Martin         | Columbia-High Road |    | 8 s             |
| 4.  | Alejandro Valverde  | Caisse d'Épargne   |    | 19 s            |
| 5.  | Kanstantsin Siutsou | Columbia-High Road |    | 21 s            |
| 6.  | Rigoberto Urán      | Caisse d'Épargne   |    | m.t.            |
| 7.  | Morris Possoni      | Columbia-High Road |    | 22 s            |
| 8.  | Alberto Losada      | Caisse d'Épargne   |    | 31 s            |
| 9.  | Roman Kreuziger     | Liquigas           |    | 34 s            |
| 10. | Philippe Gilbert    | Silence-Lotto      |    | 36 s            |

### 4eétape
La quatrième étape s'est déroulée le 2 mai 2009 entre Estavayer-le-Lac et Sainte-Croix. La victoire est revenue au Tchèque Roman Kreuziger, qui s'est également emparé du maillot de leader.
| #   | Coureur            | Équipe                |    | Temps           |
| 1.  | Roman Kreuziger    | Liquigas              | en | 4 h 11 min 44 s |
| 2.  | Rein Taaramäe      | Cofidis               |    | m.t.            |
| 3.  | Vladimir Karpets   | Katusha               | +  | 7 s             |
| 4.  | Fredrik Kessiakoff | Fuji-Servetto         |    | 17 s            |
| 5.  | Mikel Astarloza    | Euskaltel-Euskadi     |    | 45 s            |
| 6.  | Rémy Di Grégorio   | La Française des jeux |    | 51 s            |
| 7.  | Dario Cataldo      | Quick Step            |    | m.t.            |
| 8.  | Mathias Frank      | BMC Racing            |    | m.t.            |
| 9.  | Alejandro Valverde | Caisse d'Épargne      |    | m.t.            |
| 10. | Cadel Evans        | Silence-Lotto         |    | m.t.            |

| #   | Coureur             | Équipe             |    | Temps            |
| 1.  | Roman Kreuziger     | Liquigas           | en | 10 h 50 min 25 s |
| 2.  | Vladimir Karpets    | Katusha            | +  | 18 s             |
| 3.  | Rein Taaramäe       | Cofidis            |    | 25 s             |
| 4.  | Alejandro Valverde  | Caisse d'Épargne   |    | 46 s             |
| 5.  | Rigoberto Urán      | Caisse d'Épargne   |    | 48 s             |
| 6.  | Lars Ytting Bak     | Saxo Bank          |    | 1 min 01 s       |
| 7.  | Cadel Evans         | Silence-Lotto      |    | 1 min 07 s       |
| 8.  | Tony Martin         | Columbia-High Road |    | 1 min 08 s       |
| 9.  | Fredrik Kessiakoff  | Fuji-Servetto      |    | 1 min 16 s       |
| 10. | Kanstantsin Siutsou | Columbia-High Road |    | 1 min 21 s       |

### 5eétape
La cinquième et dernière étape s'est déroulée le 3 mai 2009 entre Aubonne et Genève. L'Espagnol Óscar Freire remporte l'étape au sprint. Le Tchèque Roman Kreuziger, vainqueur la veille et second l'an passé gagne cette édition devant Vladimir Karpets et Rein Taaramäe. Il succède au palmarès à l'Allemand Andreas Klöden.
| #   | Coureur          | Équipe             |    | Temps           |
| 1.  | Óscar Freire     | Rabobank           | en | 3 h 29 min 49 s |
| 2.  | Tyler Farrar     | Garmin-Slipstream  |    | m.t.            |
| 3.  | Koldo Fernández  | Euskaltel-Euskadi  |    |                 |
| 4.  | Philippe Gilbert | Silence-Lotto      |    |                 |
| 5.  | Nico Sijmens     | Cofidis            |    |                 |
| 6.  | Tony Martin      | Columbia-High Road |    |                 |
| 7.  | Markus Zberg     | BMC Racing         |    |                 |
| 8.  | Iker Camaño      | Fuji-Servetto      |    |                 |
| 9.  | Sebastian Lang   | Silence-Lotto      |    |                 |
| 10. | Jens Voigt       | Saxo Bank          |    |                 |

| #   | Coureur             | Équipe             |    | Temps            |
| 1.  | Roman Kreuziger     | Liquigas           | en | 14 h 20 min 14 s |
| 2.  | Vladimir Karpets    | Katusha            | +  | 18 s             |
| 3.  | Rein Taaramäe       | Cofidis            |    | 25 s             |
| 4.  | Alejandro Valverde  | Caisse d'Épargne   |    | 46 s             |
| 5.  | Rigoberto Urán      | Caisse d'Épargne   |    | 48 s             |
| 6.  | Lars Ytting Bak     | Saxo Bank          |    | 1 min 01 s       |
| 7.  | Cadel Evans         | Silence-Lotto      |    | 1 min 07 s       |
| 8.  | Tony Martin         | Columbia-High Road |    | 1 min 08 s       |
| 9.  | Fredrik Kessiakoff  | Fuji-Servetto      |    | 1 min 16 s       |
| 10. | Kanstantsin Siutsou | Columbia-High Road |    | 1 min 21 s       |

## Évolution des classements
| Étape (Vainqueur)             | Classement général | Classement des sprints | Classement de la montagne | Classement des jeunes | Classement par équipes |
| ----------------------------- | ------------------ | ---------------------- | ------------------------- | --------------------- | ---------------------- |
| 0Prologue (František Raboň)   | František Raboň    | non-décerné            | non-décerné               | Tyler Farrar          | La Française des jeux  |
| 0Étape 1 (Ricardo Serrano)    | Grégory Rast       | Grégory Rast           | Ricardo Serrano           | Tony Martin           | Astana                 |
| 0Étape 2 (Óscar Freire)       | Grégory Rast       | Grégory Rast           | Matthieu Sprick           | Tony Martin           | Astana                 |
| 0Étape 3 (Columbia-High Road) | František Raboň    | Grégory Rast           | Matthieu Sprick           | Tony Martin           | Columbia-High Road     |
| 0Étape 4 (Roman Kreuziger)    | Roman Kreuziger    | Grégory Rast           | Laurens ten Dam           | Roman Kreuziger       | Caisse d'Épargne       |
| 0Étape 5 (Óscar Freire)       | Roman Kreuziger    | Grégory Rast           | Laurens ten Dam           | Roman Kreuziger       | Caisse d'Épargne       |

## Liste des participants
| Astana | Quick Step | Saxo Bank |
| - 1 Steve Morabito - 2 Assan Bazayev - 3 Alexsandr Dyachenko - 4 Jesús Hernández - 5 Maxim Iglinskiy - 6 Grégory Rast - 7 Michael Schär - 8 Haimar Zubeldia              | - 11 Kevin Seeldraeyers - 12 Dario Cataldo - 13 Dominique Cornu - 14 Mauro Facci - 15 Kevin Hulsmans - 16 Davide Malacarne - 17 Sébastien Rosseler - 18 Hubert Schwab    | - 21 Fabian Cancellara - 22 Lars Ytting Bak - 23 Juan José Haedo - 24 Anders Lund - 25 Jason McCartney - 26 Chris Anker Sørensen - 27 Jurgen Van Goolen - 28 Jens Voigt                  |
| Cervélo Test Team | Katusha | Columbia-High Road |
| - 31 Ignatas Konovalovas - 32 Dan Fleeman - 33 José Ángel Gómez Marchante - 34 Volodymyr Gustov - 35 Ted King - 36 Óscar Pujol - 37 Dominique Rollin - 38 Marcel Wyss    | - 41 Vladimir Karpets - 42 Joan Horrach - 43 Robbie McEwen - 44 Evgueni Petrov - 45 Filippo Pozzato - 46 Ivan Rovny - 47 Alexander Serov - 48 Nikolay Trusov             | - 51 Mark Cavendish - 52 Michael Barry - 53 Craig Lewis - 54 Tony Martin - 55 Marco Pinotti - 56 Morris Possoni - 57 František Raboň - 58 Kanstantsin Siutsou                            |
| Silence-Lotto | Caisse d'Épargne | Rabobank |
| - 61 Cadel Evans - 62 Bart Dockx - 63 Philippe Gilbert - 64 Pieter Jacobs - 65 Sebastian Lang - 66 Staf Scheirlinckx - 67 Jurgen Van den Broeck - 68 Charles Wegelius    | - 71 Alejandro Valverde - 72 Andrey Amador - 73 Anthony Charteau - 74 Pablo Lastras - 75 Alberto Losada - 76 Nicolas Portal - 77 Rigoberto Urán - 78 Xabier Zandio       | - 81 Óscar Freire - 82 Stef Clement - 83 Bram de Groot - 84 Dmitry Kozontchuk - 85 Denis Menchov - 86 Koos Moerenhout - 87 Tom Stamsnijder - 88 Laurens ten Dam                          |
| Liquigas | Lampre-NGC | Euskaltel-Euskadi |
| - 91 Roman Kreuziger - 92 Claudio Corioni - 93 Jacopo Guarnieri - 94 Manuel Quinziato - 95 Fabio Sabatini - 96 Sylwester Szmyd - 97 Brian Vandborg - 98 Oliver Zaugg     | - 101 Pietro Caucchioli - 102 Emanuele Bindi - 103 Matteo Bono - 104 Vitaliy Buts - 105 Marco Marzano - 106 Simone Ponzi - 107 Volodymyr Zagorodny                       | - 111 Igor Antón - 112 Mikel Astarloza - 113 Koldo Fernández - 114 Aitor Galdós - 115 Iñaki Isasi - 116 Íñigo Landaluze - 117 Juan José Oroz - 118 Pablo Urtasun                         |
| Garmin-Slipstream | La Française des jeux | AG2R La Mondiale |
| - 121 Daniel Martin - 122 Steven Cozza - 123 Timothy Duggan - 124 Lucas Euser - 125 Tyler Farrar - 126 Christian Meier - 127 Kilian Patour - 128 Ricardo van der Velde   | - 131 Sandy Casar - 132 Jérôme Coppel - 133 Rémy Di Grégorio - 134 Christophe Le Mével - 135 Gianni Meersman - 136 Francis Mourey - 137 Jérémy Roy - 138 Jussi Veikkanen | - 141 Tadej Valjavec - 142 José Luis Arrieta - 143 Guillaume Bonnafond - 144 Martin Elmiger - 145 Stéphane Goubert - 146 Julien Loubet - 147 Alexandr Pliuschin - 148 Jean-Charles Sénac |
| Team Milram | BBox Bouygues Telecom | Cofidis |
| - 151 Markus Fothen - 152 Luca Barla - 153 Thomas Fothen - 154 Martin Müller - 155 Dominik Roels - 156 Thomas Rohregger - 157 Ronny Scholz - 158 Paul Voss               | - 161 Matthieu Sprick - 162 Julien Belgy - 163 Yohann Gène - 164 Saïd Haddou - 165 Vincent Jérôme - 166 Arnaud Labbe - 167 Guillaume Le Floch - 168 Evgeny Sokolov       | - 171 David Moncoutié - 172 Florent Brard - 173 Mickaël Buffaz - 174 Maryan Hary - 175 Christophe Kern - 176 Nico Sijmens - 177 Rein Taaramäe - 178 Alexandre Usov                       |
| Fuji-Servetto | BMC Racing | |
| - 181 Fredrik Kessiakoff - 182 Iker Camaño - 183 Ermanno Capelli - 184 Juan José Cobo - 185 David de la Fuente - 186 Ángel Gómez - 187 Josep Jufré - 188 Ricardo Serrano | - 191 Alexandre Moos - 192 Brent Bookwalter - 193 Steve Bovay - 194 Mathias Frank - 195 Jeff Louder - 196 Ian McKissick - 197 Danilo Wyss - 198 Markus Zberg             | |